# Schwerin (Brandenburg)
Schwerin és un municipi alemany que pertany a l'estat de Brandenburg. Forma part de l'Amt Schenkenländchen. Limita amb Groß Köris i Teupitz, i es troba vora Königs Wusterhausen i el llac Teupitzer.

## Evolució demogràfica
| Any  | Població |
| ---- | -------- |
| 1875 | 136      |
| 1890 | 155      |
| 1910 | 316      |
| 1925 | 378      |
| 1933 | 420      |
| 1939 | 521      |
| 1946 | 966      |
| 1950 | 885      |
| 1964 | 871      |
| 1971 | 892      |

| Any  | Població |
| ---- | -------- |
| 1981 | 815      |
| 1985 | 766      |
| 1989 | 762      |
| 1990 | 749      |
| 1991 | 727      |
| 1992 | 728      |
| 1993 | 725      |
| 1994 | 712      |
| 1995 | 709      |
| 1996 | 702      |

| Any  | Població |
| ---- | -------- |
| 1997 | 706      |
| 1998 | 683      |
| 1999 | 677      |
| 2000 | 665      |
| 2001 | 659      |
| 2002 | 651      |
| 2003 | 652      |
| 2004 | 629      |
| 2005 | 643      |
| 2006 | 629      |

| Any  | Població |
| ---- | -------- |
| 2007 | 602      |
| 2008 | 613      |
| 2009 | 637      |
| 2010 | 630      |
| 2011 | 780      |
| 2012 | 794      |
| 2013 | 792      |